# Phil Bosmans
Phil Bosmans (Gruitrode, 1. srpnja 1922. – Mortsel, 17. siječnja 2012.) -  belgijski (flamanski) katolički svećenik i pisac. Pripadao je katoličkom redu monfortanaca i živio u samostanu kod Antwerpena. Autor je vrlo čitanih knjiga, koje su prevedene na dvadesetak svjetskih jezika.
Phil Bosmans rođen je u mjestu Gruitrode u belgijskoj provinciji Limburg, kao jedno od četvero djece. Roditelji su mu imali farmu. U dobi od 16 godina, preselio se u Genk. Njegovi roditelji nisu imali dovoljno sredstava, da svoju djecu pošalju na fakultet. Uz pomoć svoje tetke, studirao je za redovnika u Rotselaaru kraj Leuvena. 
Godine 1941., Phil Bosmans primljen je u Kongregaciju misionara od Montforta. Godine 1945., otišao je Oirschot u Nizozemskoj, gdje je zaređen za svećenika 7. ožujka 1948. godine. Službovao je kao svećenik u sjevernoj Francuskoj i Belgiji. Povjereno mu je 1959. godine, da vodi udrugu "Savez bez imena" za područje Belgije. Tu je udrugu 1939. godine osnovao svećenik iz Nizozemske pod geslom "Popravi svijet, i kreni od sebe!" Cilj udruge je širiti "kulturu srca", pomagati ljudima u potrebi. Phil Bosmans je odlično vodio "Savez bez imena" do 1991. godine. Otvarao je domove za pomoć bivšim zatvorenicima, borio se za prava Roma i pomogao ljudima s ruba društva. Gostovao je u brojnim radijskim emisijama, držao predavanja i objavljivao knjige. Danas "Savez bez imena" ima 300 000 članova u Belgiji te mnogo članova u drugim zemljama. Udruga je osnovana i u Hrvatskoj u mjestu Brodsko Vinogorje kraj Slavonskog Broda 2000. godine.
Njegova prva knjiga "Što nedostaje čovjeku?" objavljena je 1968. godine. Sljedeće njegove knjige s vremenom su postale bestseleri u velikom broju zemalja te objavljivane u velikom broju izdanju. Njegove knjige u prijevodu na njemačkom jeziku prodane su u oko 3 milijuna primjeraka, a na nizozemskom jeziku u milijun primjeraka. Knjiga "Živjeti je radost", objavljena je na hrvatskom jeziku prvi put 1985. godine. Doživjela je osam izdanja i nakladu od 27 000 primjeraka. Ukupno je njegovih 35 knjiga objavljeno na hrvatskom jeziku.
U prosincu 1994., doživio je prometnu nesreću, zbog koje su mu paralizane desna ruka i noge. Zahvaljujući intenzivnoj njezi njegovo stanje znatno se poboljšalo. 
Dana 7. ožujka 1998., proslavio je pedeset godina svoga svećeništva. U rujnu iste godine primljen je u privatnu audijenciju kod belgijskog kralja Alberta II.
Preminuo je 17. siječnja 2012. u belgijskoj bolnici u 89. godini života.

## Vanjske poveznice
- Verbum  Arhivirana inačica izvorne stranice od 18. travnja 2018. (Wayback Machine) Phil Bosmans